# Praça de Méndez Núñez
A Praça Méndez Núñez é uma praça de origem medieval localizada no coração do centro histórico de Pontevedra (Espanha).

## Origem do nome
A praça deve o seu nome actual ao contra-almirante Casto Méndez Núñez, que viveu no Pazo dos Cru e Montenegro, no lado sul da praça, no século XIX.

## História
A praça é parte de uma estrutura criada durante a segunda ampliação das muralhas da cidade no século XIII.
A praça surgiu espontaneamente, formando uma praça aberta a partir do alargamento de uma rua principal (a actual rua Sarmiento) e do cruzamento de outras ruas secundárias, como a rua Don Gonzalo. O seu primeiro nome conhecido foi Campo da Herva, que aludia à sua origem como um lugar desabitado, fora do recinto amuralhado, onde a primeira troca poderia ter lugar na cidade.
Mais tarde, a praça foi denominada Praça do Campo Verde e Praça das Galinhas, devido ao mercado avícola que ali se realiza. A sua actividade principal era como local para transacções comerciais.
A família nobre Cru e Montenegro viveu a partir do século XV no pazo situado na parte sul da praça. No século XIX, o contra-almirante Casto Méndez Núñez também viveu neste pazo, onde morreu a 21 de agosto de 1869. Por este motivo, a 31 de Agosto de 1875, a praça recebeu o nome de Praça de Méndez Núñez.
No final do século XIX, os irmãos Soledad e Jesús Muruais tornaram-se proprietários do Pazo dos Cru e Montenegro, convertendo a praça um local de referência graças à sua grande biblioteca, localizada no rés-do-chão do pazo e contendo, entre outras coisas, obras de literatura europeia (especialmente francesa), livros e revistas de arte, extremamente importantes na época como expoentes do que acontecia nas cidades e nos movimentos artísticos.
No final do século XIX e início do século XX, Valle-Inclán, amigo de Jesús Muruais, visitava regularmente esta biblioteca e participava nas famosas reuniões que ali se realizavam.
A praça foi renovada em 2002. O seu aspecto actual remonta a essa época.

## Descrição
A praça tem uma forma trapezoidal e nela convergem as ruas Sarmiento, Palma, Don Gonzalo, César Boente e San Xulián. A praça é pavimentada e pedonal, tal como o resto do centro histórico da cidade. Após a reforma em 2002, os bancos de pedra e os candeeiros que existiam na praça desapareceram e tornou-se um espaço completamente aberto.
A praça é delimitada no seu lado oriental por uma grande magnólia centenária, localizada no jardim urbano do Pazo dos Cru e Montenegro. A praça é acedida do lado sul da rua Don Gonzalo através de um arco que faz parte desta casa senhorial.
As casas do lado norte da praça tinham arcadas, das quais restam algumas colunas características, e algumas arcadas do lado oeste, já na rua Sarmiento.
Desde 26 de junho de 2003, uma estátua de Valle-Inclán está no lado sudeste da praça, como se tivesse acabado de sair da casa dos Muruais, onde costumava ir à biblioteca e participar em reuniões culturais no escritório de Jesus Muruais.

## Edifícios notáveis

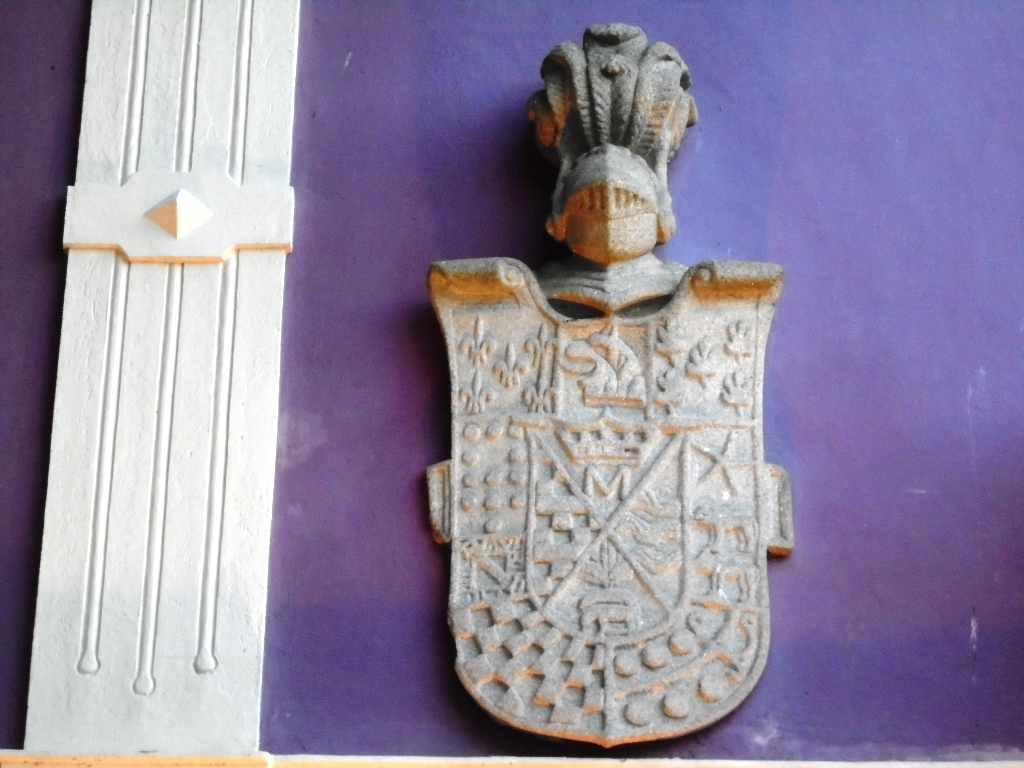
Escudo de armas do Pazo dos Cru e Montenegro.

No lado sul da praça está o Pazo dos Cru e Montenegro, que atravessa a rua Don Gonzalo com o seu arco quebrado. Esta casa senhorial data do século XV, embora tenha sofrido numerosas modificações posteriores, particularmente nos séculos XVI e XIX. A sua fachada foi reconstruída ao estilo eclético e tem um grande brassão de pedra do século XVII, conhecido como Brasão das Doze Linhagens, com as armas de Montenegro, Mariño, Sotomayor e Cru, e janelas francesas com varandas no andar superior. A casa senhorial conserva os restos da sua torre ameada original, cujas ameias foram substituídas por um telhado convencional,
O Pazo dos Mosquera está localizado a oeste da praça. A sua construção começou no século XVI e foi modificada no século século XVIII. O andar superior foi acrescentado no século XX. Até então, só tinha um rés-do-chão e um andar inferior. O brasão na fachada pertence a Luis Mosquera Sotomayor, que viveu aqui no século XVI. O interior da mansão foi dividido em habitações. No início do século XX, este edifício albergava a escola Balmes, onde o escritor vanguardista Luis Amado Carballo fez os seus primeiros estudos.

## Cultura
No lado oeste da praça encontra-se uma das livrarias mais antigas da Galiza, a Livraria Cao, fundada em 1948 e especializada em livros raros, esgotados e antigos,

## Galeria de imagens

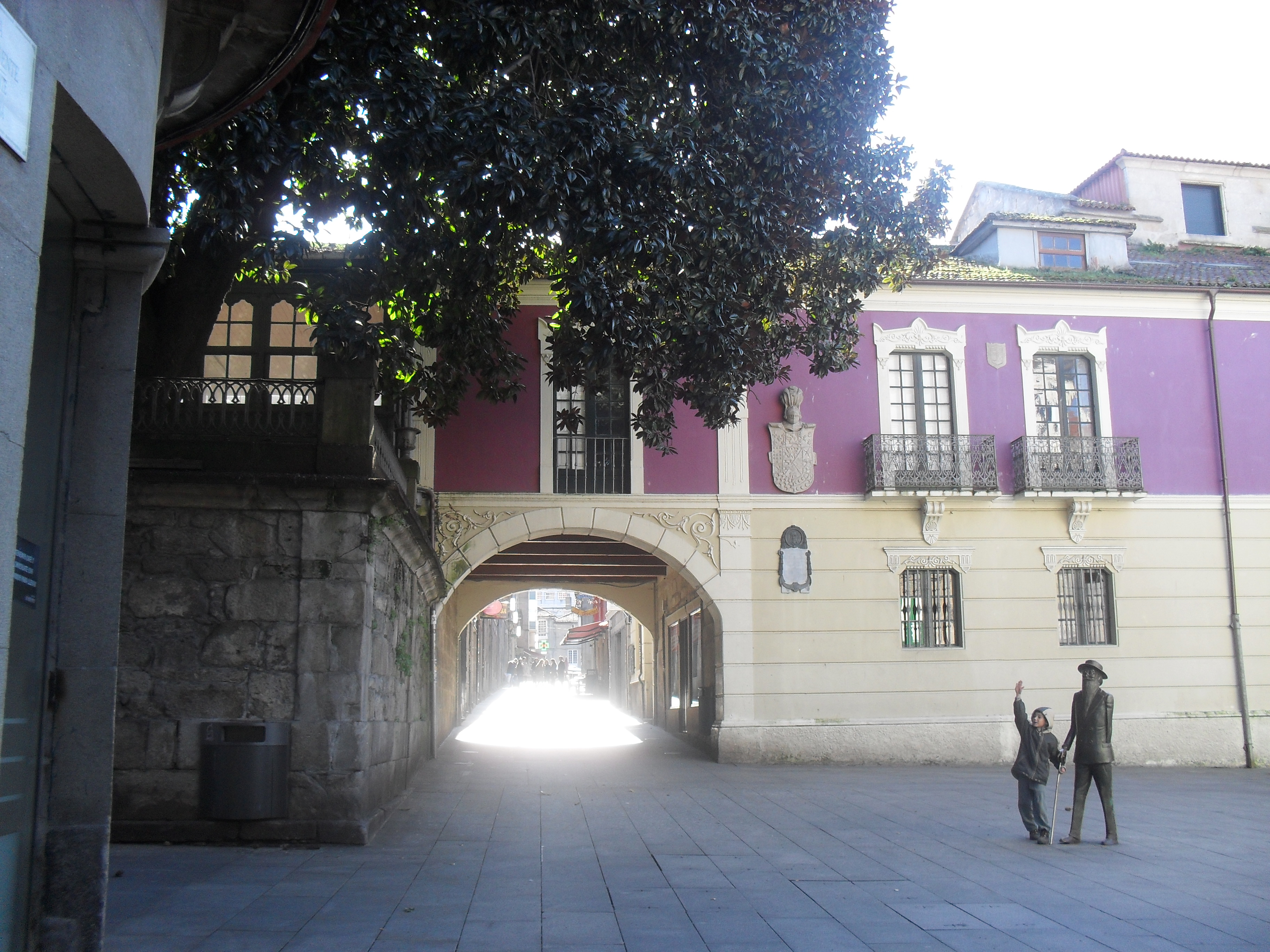
Magnólia centenária e arco do pazo dos Cru e Montenegro .
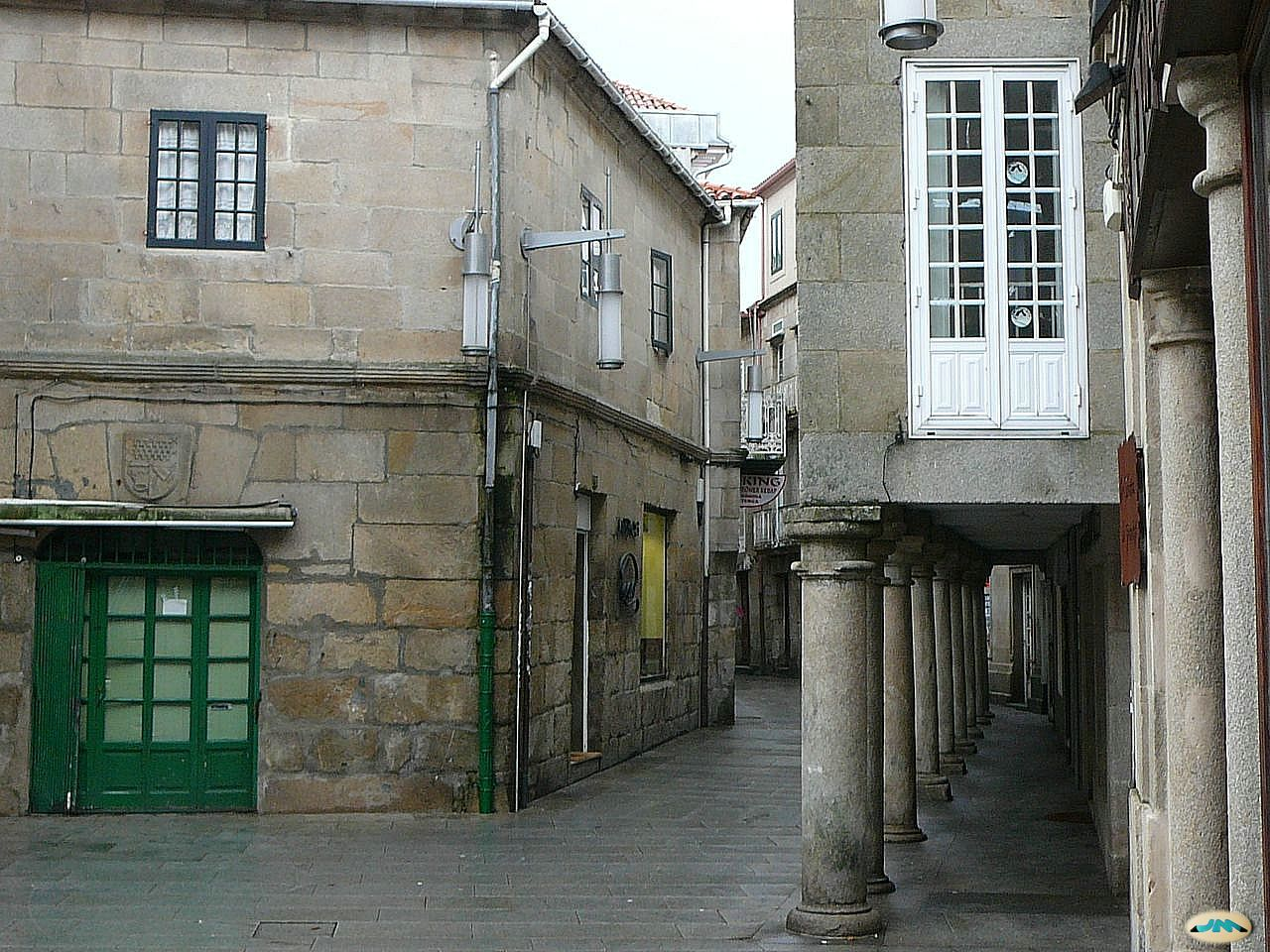
Arcadas de casas no lado norte da praça.
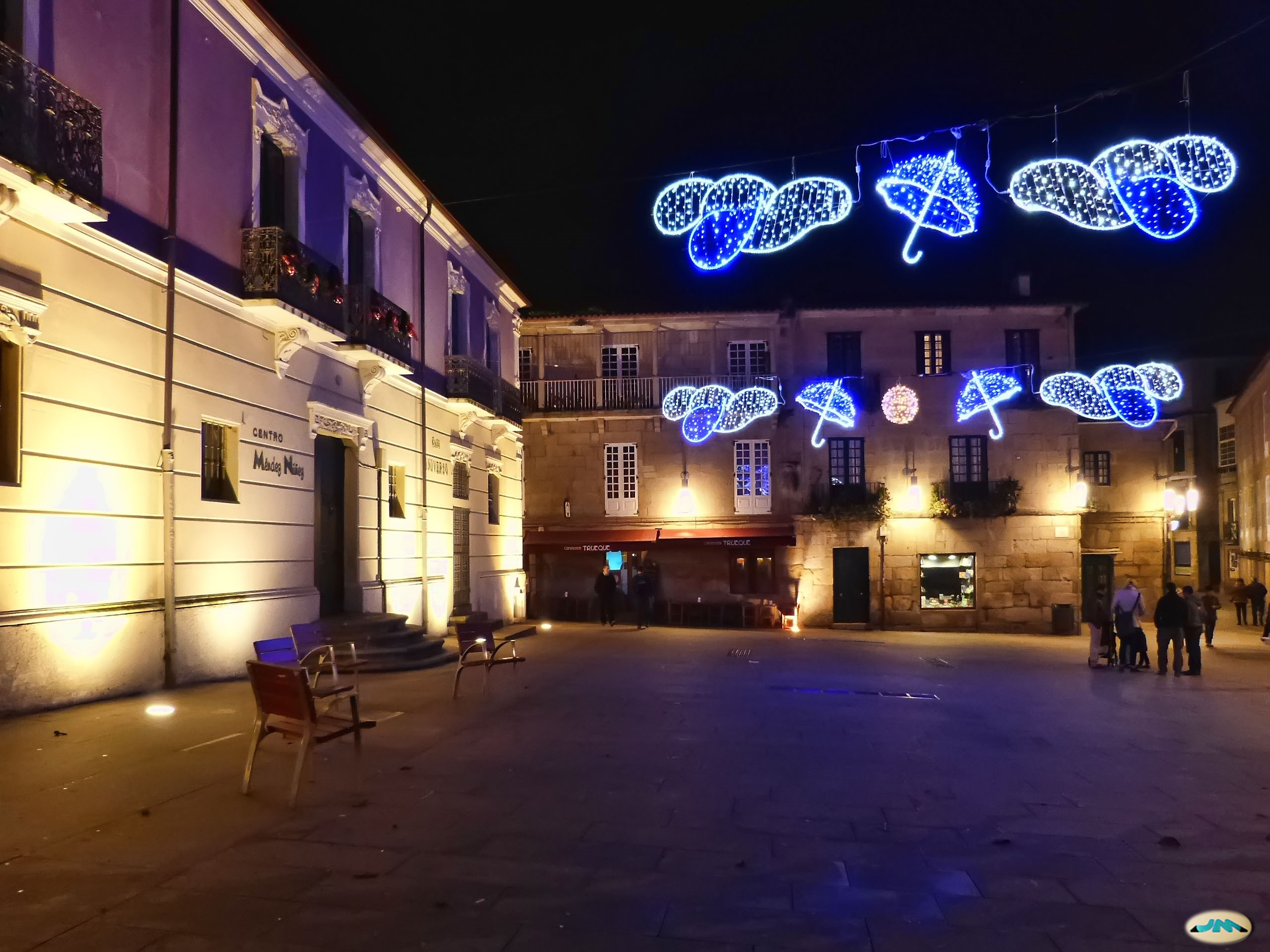
A praça à noite.
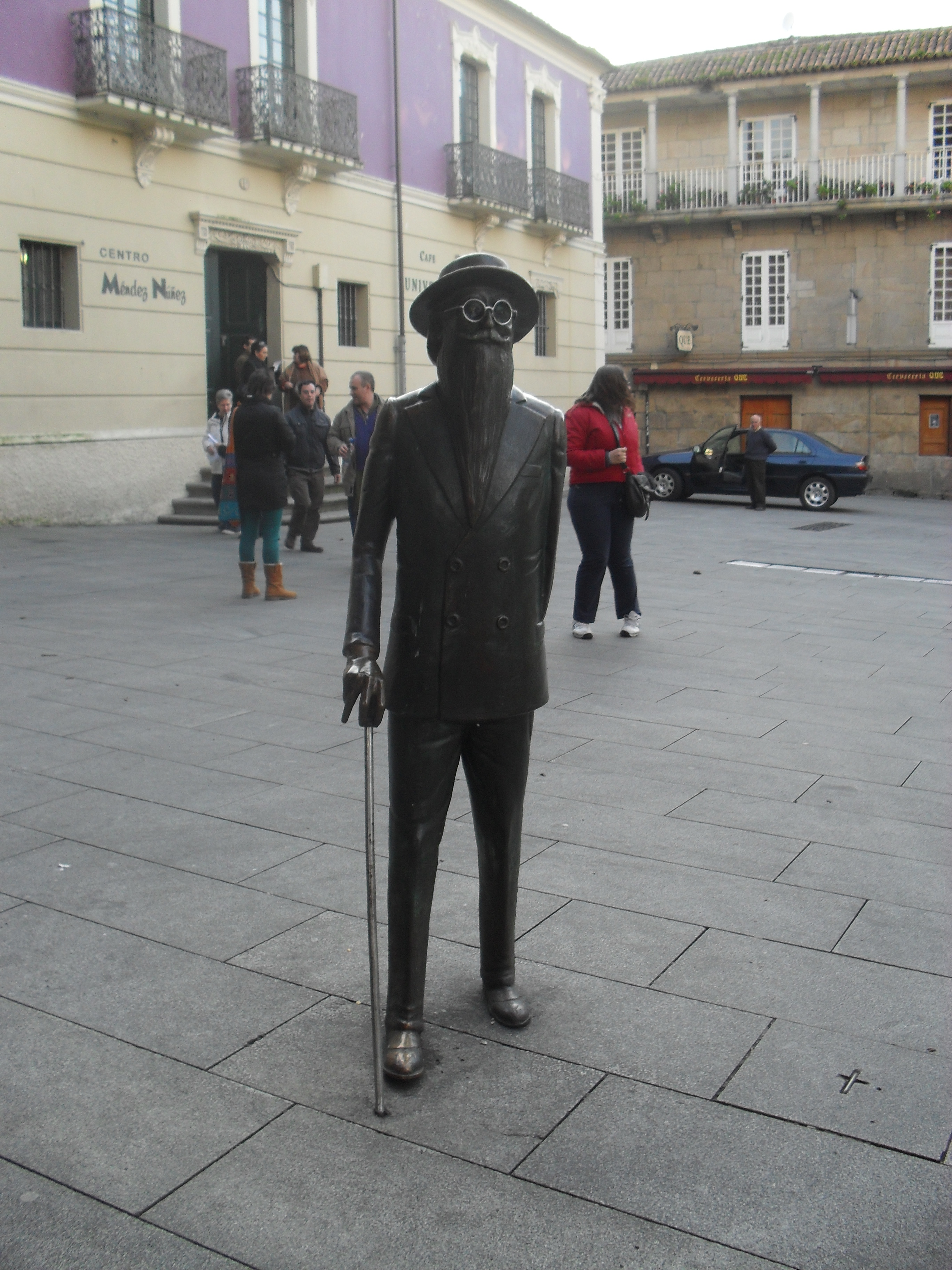
Estátua de Valle-Inclán.
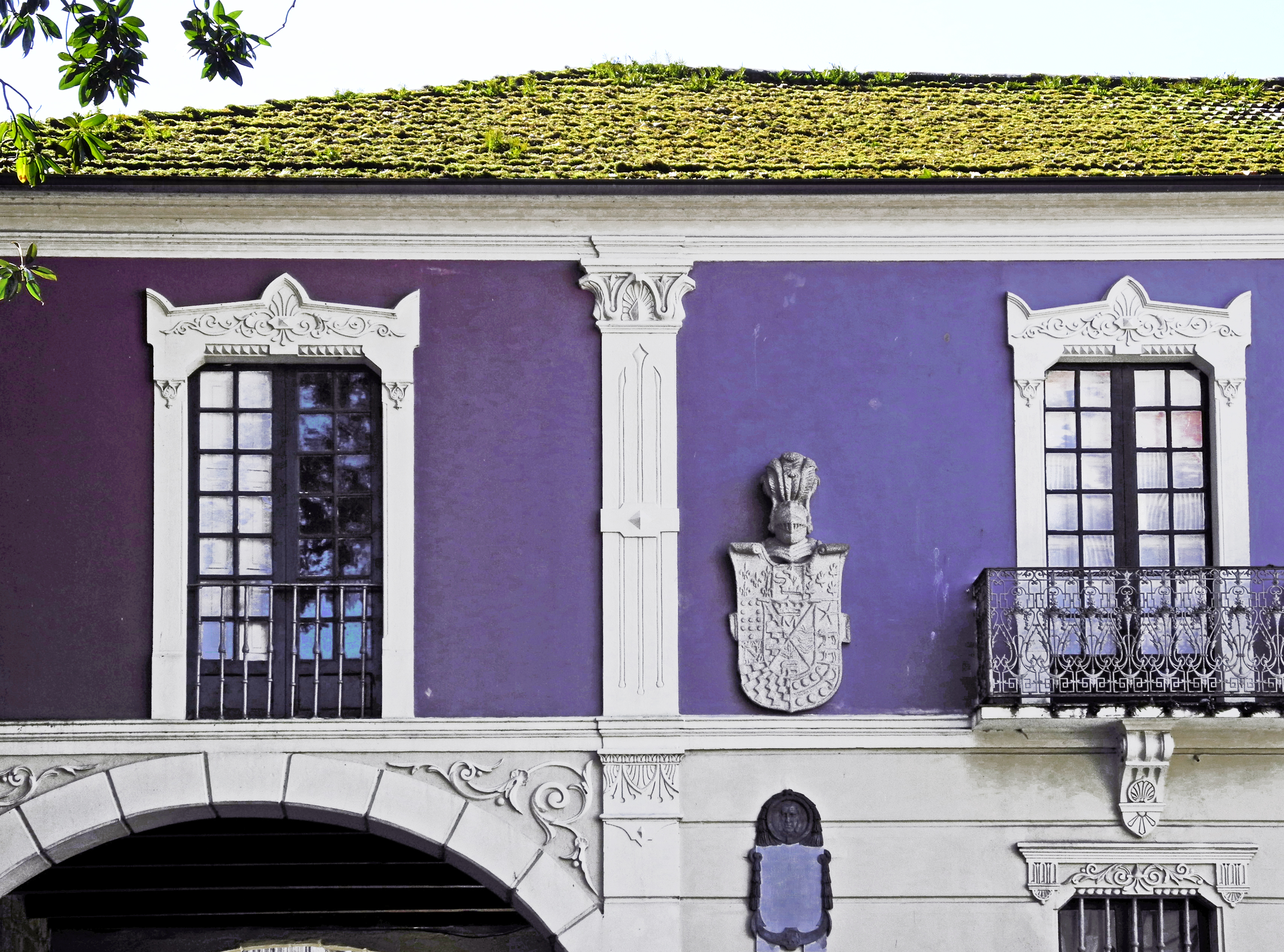
Pazo dos Cru e Montenegro.
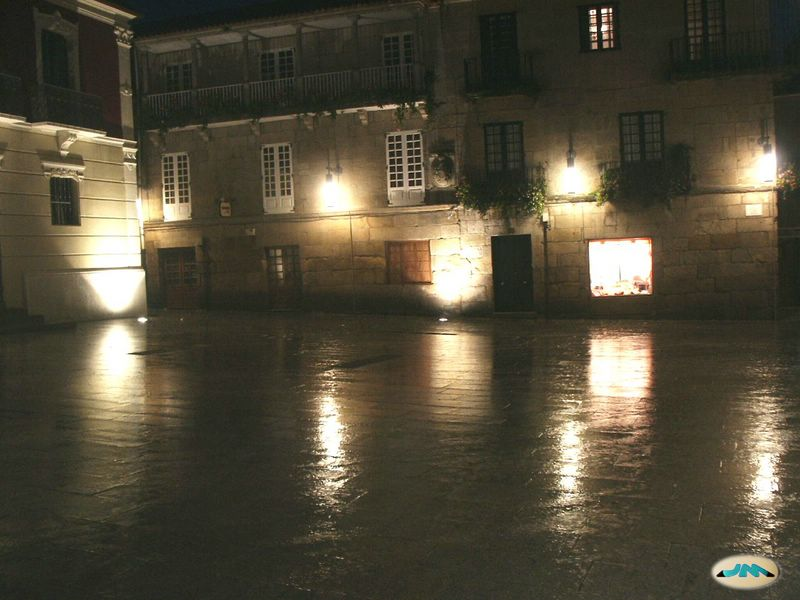
Pazo dos Mosquera.
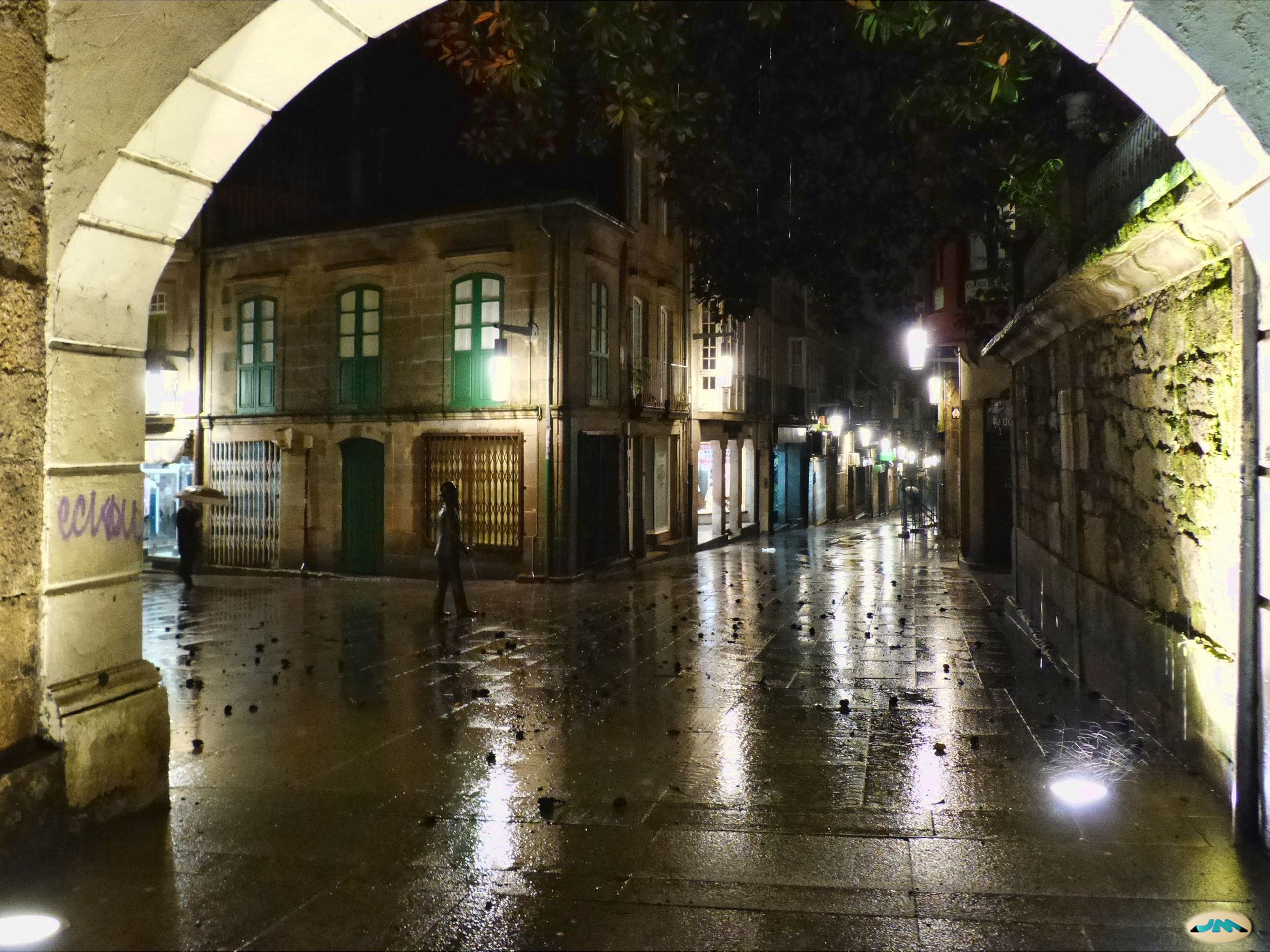
Arco do pazo dos Cru e Montenegro, na rua Don Gonzalo.

### Outros artigos
- Rua Sarmiento